# Margareta Suber
Siri Margareta Augusta Suber, även Suber-Topelius, född 2 november 1892 i Linköping, död 6 april 1984 i Solna, var en svensk författare och översättare. 
Efter studentexamen 1911 som privatist studerade hon vid Uppsala universitet och avlade där filosofie magisterexamen 1915. Hon var 1916–1918 anställd vid Stockholms Dagblad som journalist och medarbetade 1921–1924 i Svenska Dagbladet med flera tidningar, mestadels under signaturerna Barbara och M. T-s. Från 1931 var hon helt verksam som fri författare och från 1950 ledamot av styrelsen för Sveriges författarförening. Hon företog flera resor bland annat till Storbritannien, Frankrike, Tyskland, Italien och Nordafrika. Hon debuterade 1923 med Mor berättar för sina små och utgav därefter ett antal barnböcker.
Margareta Suber har en rik utgivning av allt från lyrik och noveller till romaner, men är numera känd framför allt för romanen Charlie (1932), som anses vara den första "lesbiska romanen" på svenska.
Margareta Suber var dotter till provinsialläkaren Hjalmar Suber. Hon var gift 1918–1931 med Göran Topelius och fick med honom sonen Christer Topelius. Hon är gravsatt i minneslunden på Solna kyrkogård.

### Utgivare
- Vishetens ord i väster / samlade av Margareta Suber. En Piccolobok, 99-0774624-X. Stockholm: Piccolo. 1962. Libris 2130307

### Översättningar (urval)
- Louis Bromfield: En modern hjälte (A modern hero) (översatt tillsammans med Tora Nordström-Bonnier, Bonnier, 1933)
- Sigurd Christiansen: Agnar för vinden (Agnar i stormen) (Bonnier, 1934)
- Jørgen Nielsen: Dagen är så stor (Dybet) (Norstedt, 1943)
- Mark Twain: Mississippi (Life on the Mississippi) (översatt tillsammans med Birgit Elfwén, Christofer, 1959)
- Antoine de Saint-Exupéry: Brev till en gisslan (Lettre à un otage) (Piccolo, 1964)
- Gaia Servadio: Melinda (Tanto gentile e tanto onesta) (Norstedt, 1970)